# Antarchaea atromacula
Antarchaea atromacula là một loài bướm đêm trong họ Noctuidae.